# Рудаково (озеро)
Рудако́во (бел. Рудако́ва) — озеро в Мядельском районе Минской области Беларуси. Входит в группу Мядельских озёр. Относится к бассейну реки Мяделка. Примечательно довольно значительной глубиной при сравнительно небольшой площади.

## Название
Озеро получило название благодаря обитающим в нём цианобактериям рода Oscillatoria, которые активно развиваются подо льдом в конце весны, окрашивая воду озера в красноватый («рудый») цвет.

## Физико-географическая характеристика
Озеро Рудаково находится в 4 км к северо-западу от города Мядель, в 2 км к западу от деревни Бояры. Территориально располагается на землях Свенцянской возвышенности, входящих в состав биологического заказника «Рудаково». Относится к группе Мядельских озёр и бассейну реки Мяделка, в свою очередь относящейся к бассейну Западной Двины.
Площадь поверхности озера составляет 0,24 км². Длина — 0,7 км, наибольшая ширина — 0,56 км, средняя — 0,34 км. Длина береговой линии — 2,01 км. Наибольшая глубина — 28,6 м, средняя — 11,3 м. Объём воды (по данным 2011 года) — 2,85 км³. Площадь водосбора — 1,16 км².
Котловина озера эворзионного типа, округлой формы. Высота склонов котловины на востоке и юге составляет 18—20 м, на севере и западе — до 8 м. Склоны суглинистые, поросшие кустарником, на севере частично распаханные. Берега на востоке и севере высокие (до 0,6—0,7 м высотой) сливающиеся со склонами, на северо-западе и юго-востоке низкие. На северо-западе береговая линия образует небольшой залив.
Водоём окружён прерывистой поймой шириной до 100 м, частично заболоченной.
Подводная часть озёрной котловины — котлообразной формы. Узкое мелководье переходит сначала в крутую сублитораль, а затем в обширную профундаль. В профундали выделяются два наиболее глубоких участка: 28,6 м (максимальная глубина) на севере и 26 м на юге. 88 % площади озера характеризуется глубиной свыше 2 м. Мелководье песчаное, сублитораль покрыта заиленным песком. Глубоководная зона покрыта глинистым илом с низким содержанием органического вещества и большой концентрацией кремнезёма и окислов алюминия. На больших глубинах в донных отложениях отмечается повышенное содержание железа.

## Гидрография
Водоём мезотрофный с признаками олиготрофии. Вода отличается хорошей насыщенностью кислородом: 92 % на поверхности, 110 % на глубине 6—8 м, до 50 % у дна. Прозрачность также высока: до 5,5 м летом и до 10 м зимой. Минерализация воды — гидрокарбонатная кальциевая, с достаточно высоким содержанием сульфатов и хлоридов. Содержание минеральных солей — до 165 мг/л. Водородный показатель варьируется от 8,2—8,5 на поверхности до 7,8 в придонных слоях.
Благодаря небольшим размерам зеркала, большой глубине и хорошей укрытости озёрной котловины от ветра в летнее время развивается ярко выраженная температурная стратификация воды. С глубины 4—6 м начинается скачок температуры с градиентом 3,4° на 1 м. Температура воды в придонной области практически никогда не поднимается выше 6 °C.
Озеро не имеет поверхностного стока. К западному берегу примыкает старица пересохшего ручья. В отдельные сезоны старица кратковременно превращается в ручей, который достигает озера Мястро, входящего в Нарочанскую группу озёр. Ранее существовала протока в озеро Мядель, ныне полностью пересохшая.
Время полного водообмена составляет 10—11 лет.

## Флора и фауна
Зарастание озера незначительно. Вдоль берегов произрастает полоса тростника и камыша, распространяющаяся до глубины 1,5 м. Ширина полосы надводной растительности колеблется от 7—20 до 15—50 м. Возле северного и западного берегов встречаются камыш, рдест, горец. Среди подводных растений преобладают элодея и уруть, опускающиеся до глубины 3—4 м. Харовые водоросли и подводные мхи распространяется до глубины 9—13 м.
По данным 1980-х годов, в летнее время фитопланктон представлен лишь 13 видами. В общей массе фитопланктона, составляющей 0,62 г/м³, преобладают диатомовые и золотистые водоросли. С конца зимы и до повышения температуры воды подо льдом активно распространяются сине-зелёные водоросли Oscillatoria rubescens, придающие воде красноватый цвет. Зоопланктон включает в себя 23 вида, составляющих биомассу 0,25 г/м³. Зообентос представлен 21 видом, главным образом моллюсками; общая его биомасса варьируется от 0,02 г/м² на глубине 20 м до 12,08 г/м² на глубине 3 м.
В озере водятся лещ, щука, окунь, плотва, ёрш. В советское время проводилось зарыбление пелядью.

## Рекреационное использование
Озеро Рудаково наряду с другими Мядельскими озёрами входит в состав Нарочанского национального парка. На восточном берегу расположена база отдыха, на южном обустроен небольшой пляж. Водоём пользуется популярностью у дайверов.
На озере разрешена подводная охота, но запрещено использование плавсредств с мотором.